# Klapperstenar

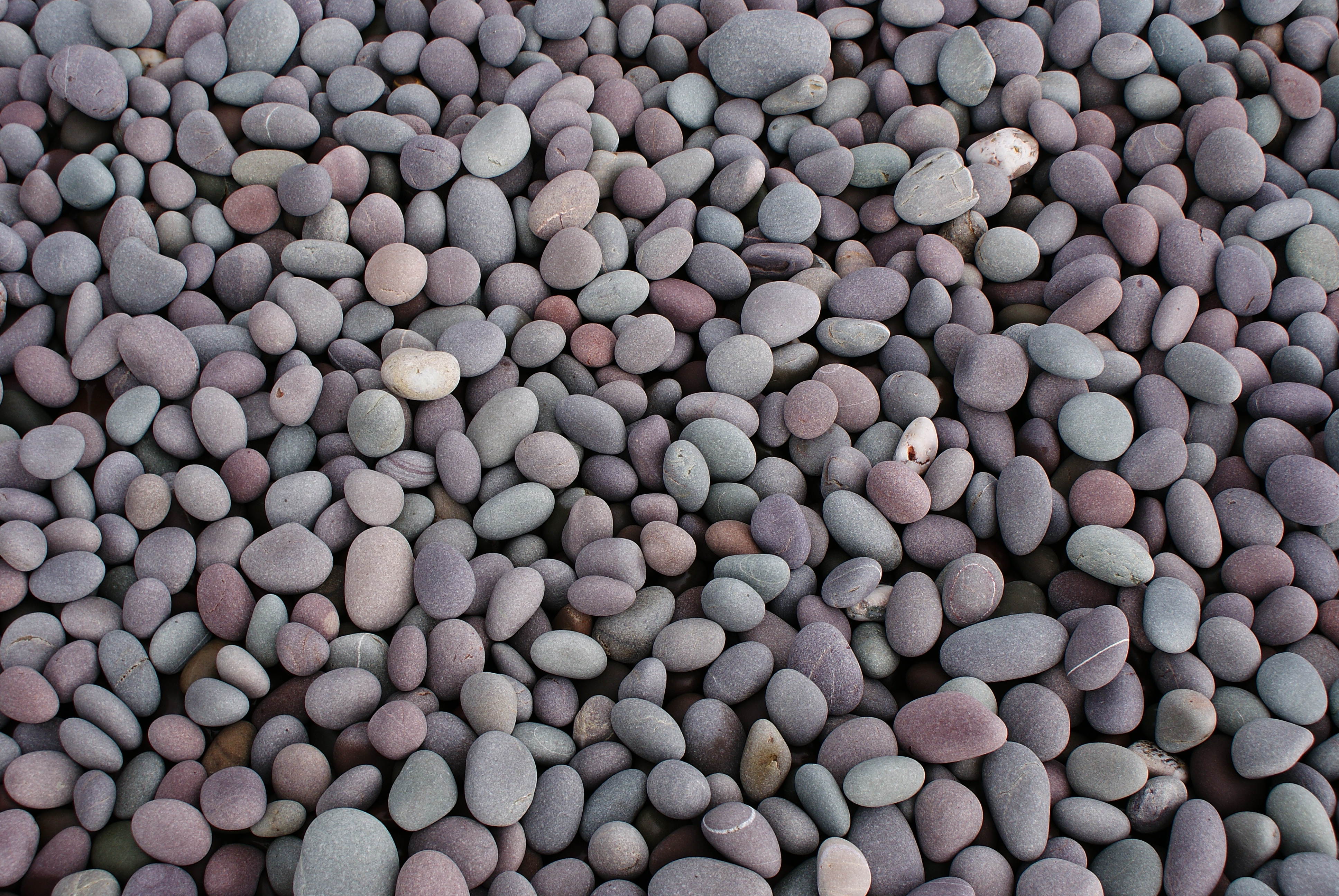
Klappersten i Somerset i England. Klappersten kallas för Pebble på engelska och är något mindre än svensk klappersten.

Klapperstenar är mindre stenar som fått sin rundade form genom rullning och nötning mot varandra till följd av havsvågor eller strömmande och forsande vatten. 
Klapperstenar är vanligt förekommande i Sverige både på västkusten och på ostkusten. Ibland kan de torna upp sig till mäktiga vallar längs stranden, som vid Stenkusten på nordvästra Gotland och norr om Byxelkrok på nordvästra Öland, där klapperstensfältet Neptuni åkrar återfinns. Klapperstensfält kan återfinnas långt från stränderna. Genom landhöjningen ändrades vattennivån, men medan vattnet drog sig undan blev stenarna kvar och vittnar om var strandlinjen en gång varit. 